# Wombwell
Wombwell è un paese della contea del South Yorkshire, in Inghilterra.